# Rébellion des Conservateurs
La rébellion des Conservateurs est un soulèvement mené en août 1855 par des colorados dissidents (regroupés au sein du Parti Conservateur) contre le gouvernement légal de l'Uruguay. L'épisode prit fin avec la démission du président de la République, Venancio Flores.

## Contexte
Au lendemain de la grande guerre, Juan Francisco Giró fut élu président de la République d'Uruguay. Blanco modéré, il mena une politique de réconciliation - dite « politique de fusion » - consistant à mettre fin aux divisions entre les deux partis de l'époque, les colorados et les blancos. Mais les vieilles querelles ressuscitèrent et s'accentuèrent avant de déboucher sur un soulèvement colorado organisé par Melchor Pacheco y Obes, le 18 juillet 1853. Contraint de démissionner, Juan Francisco Giró fut remplacé par un triumvirat formé de Juan Antonio Lavalleja, Fructuoso Rivera et Venancio Flores. Mais le décès des deux premiers triumvirs déboucha dans les faits sur un Pouvoir Exécutif dominé par Flores, qui en profita pour se faire élire président de la République, le 14 mars 1854.
Le nouveau président dut affronter une forte opposition de la part de colorados dissidents, regroupés au sein du Parti Conservateur. Ces derniers se considéraient comme les véritables héritiers du gouvernement de la Défense et s'opposaient aux caudillos, dont Flores faisait partie. Face au danger d'une insurrection « conservatrice » et en vertu des traités du 12 octobre 1851, le président sollicita et obtint une aide militaire de Rio de Janeiro. Le 4 mai 1854, 4 000 soldats brésiliens pénétraient en Uruguay sous le commandement du brigadier Pereira Pinto et s'installaient à Montevideo, sur le Cerrito.

## La rébellion
Cette intervention, conjuguée à l'instabilité politique et économique du moment, renforça l'opposition au régime. Les « conservateurs », avec à leur tête José María Muñoz, menèrent une virulente campagne de presse contre le pouvoir de Flores et reçurent même l'appui de certains blancos, dits constitucionales. La contestation des doctores (intellectuels issus des élites urbaines et opposés aux caudillos) s'accentua en juillet 1855 avec la publication du manifeste de Andrés Lamas. Ce dernier, alors ambassadeur à Rio de Janeiro, y soulignait la nécessité de limiter l'influence des caudillos (tenus pour responsables des malheurs du pays) mais, aussi, de mettre fin aux partis traditionnels pour les remplacer par un nouveau parti ouvert à tous. Il s'agissait, en fait, d'un programme conforme à la « politique de fusion » du président Juan Francisco Giró. 
L'effervescence politique du moment atteignit son paroxysme avec le retour, en août, du chef blanco Manuel Oribe. C'est alors - le 28 août - qu'éclata un soulèvement « conservateur » organisé par José María Muñoz et Lorenzo Batlle. Les mutins occupèrent le siège du gouvernement, obligèrent Flores à s'enfuir et formèrent un Gouvernement Provisoire (dirigé par Luis Lamas) avec l'appui de certains blancos et du représentant brésilien à Montevideo. 

## Épilogue
La situation devint chaotique. Finalement, Flores renonça à la présidence le 10 septembre alors que le président du Sénat (Manuel Basilio Bustamante) assurait l'intérim. Quant au Gouvernement Provisoire, il finit par s'auto-dissoudre mais ses partisans ne désarmèrent pas pour autant : ils créèrent un nouveau parti politique (l'Unión Liberal) en octobre 1855 et reprirent à leur compte les idées de Andrés Lamas. 
Le danger que représentaient les doctores entraîna alors un surprenant retournement de situation. Manuel Oribe et Venancio Flores - les ennemis d'hier - se rapprochèrent et scellèrent, le 11 novembre 1855, une alliance connue sous le nom de « pacte de la Unión». Il ne s'agissait pas d'un programme de fusion des partis traditionnels, mais plutôt d'une entente pour parvenir à un compromis et rétablir l'ordre dans le pays . Enfin, les deux caudillos renonçaient à la présidence et s'engageaient à soutenir un candidat commun : Gabriel Antonio Pereira.
La réponse des doctores prit la forme d'un nouveau soulèvement. Le 25 novembre 1855, ils s'emparèrent du siège du gouvernement et de divers endroits de la capitale. Mais après cinq jours de combat, les troupes de Flores et de Oribe mirent fin à l'insurrection, obligeant les mutins à s'embarquer pour Buenos Aires. La rébellion des Conservateurs prenait fin et, le 1er mars 1856, Gabriel Antonio Pereira était élu président de la République.